# Asan (cantante)
Tomas Santos Juan (Buenos Aires, 5 de marzo de 2000), más conocido como Asan, es un productor, cantante y compositor argentino reconocido por su trabajo junto artistas de renombre tales como Duki, Khea, Tiago PZK, Bizarrap, entre otros, por su carrera en solitario y por ser uno de los más infravalorados de la escena argentina actual.

## Biografía
Asan comenzó su carrera en el año 2017, producía sus primeras canciones para la plataforma de Soundcloud bajo su antiguo nombre artístico de "Saint T" o "Curly Blue", el mismo produciría canciones bajo el género de electrónica junto a Omar Varela y MYKKA, para formar el sello discográfico MUEVA Records, fue ahí donde produjo canciones como "Hello Cotto" y "Como Le Digo?".
Tiempo después, Asan abandonaría el sello discográfico junto a Duki y KHEA, entre otros. Fue en ese entonces donde el artista comenzaría a producir canciones de manera solitaria y autónoma.
En el año 2019 Asan participó de la gira europea, en la cual presentó la canción "Creo Que", que fue parte del Mixtape de KHEA, el cual publicaría oficialmente un año después.
En el año 2020 presentó su EP "Emocional". Un año después participaría en la canción "Luna" junto a Duki. Ese mismo año participó de una BZRP Music Session #35 junto a Bizarrap.

## Discografía

### Álbumes de estudio
- 2023: Bellas Artes Malas Vidas [6]

- 2021: Almamáter [7]

### Extended Plays
- 2020: Emocional
- 2024: 1000mg  (con Khea)